# Осот звичайний
Осо́т звича́йний (чортополох гостролистий, чортополох бичачий, чортополох придорожній; Cirsium vulgare або C. lanceolatum) — вид роду осот, рідний для Європи, Азії і північної Африки, але присутній і в Північній Америці та інших континентах як інтродукований вид.
Листки чергові, перисто-роздільні, вздовж жилок запушені, нижні черешкові, верхні сидячі, по краях і на верхівці з міцними колючками, 2–11 мм.

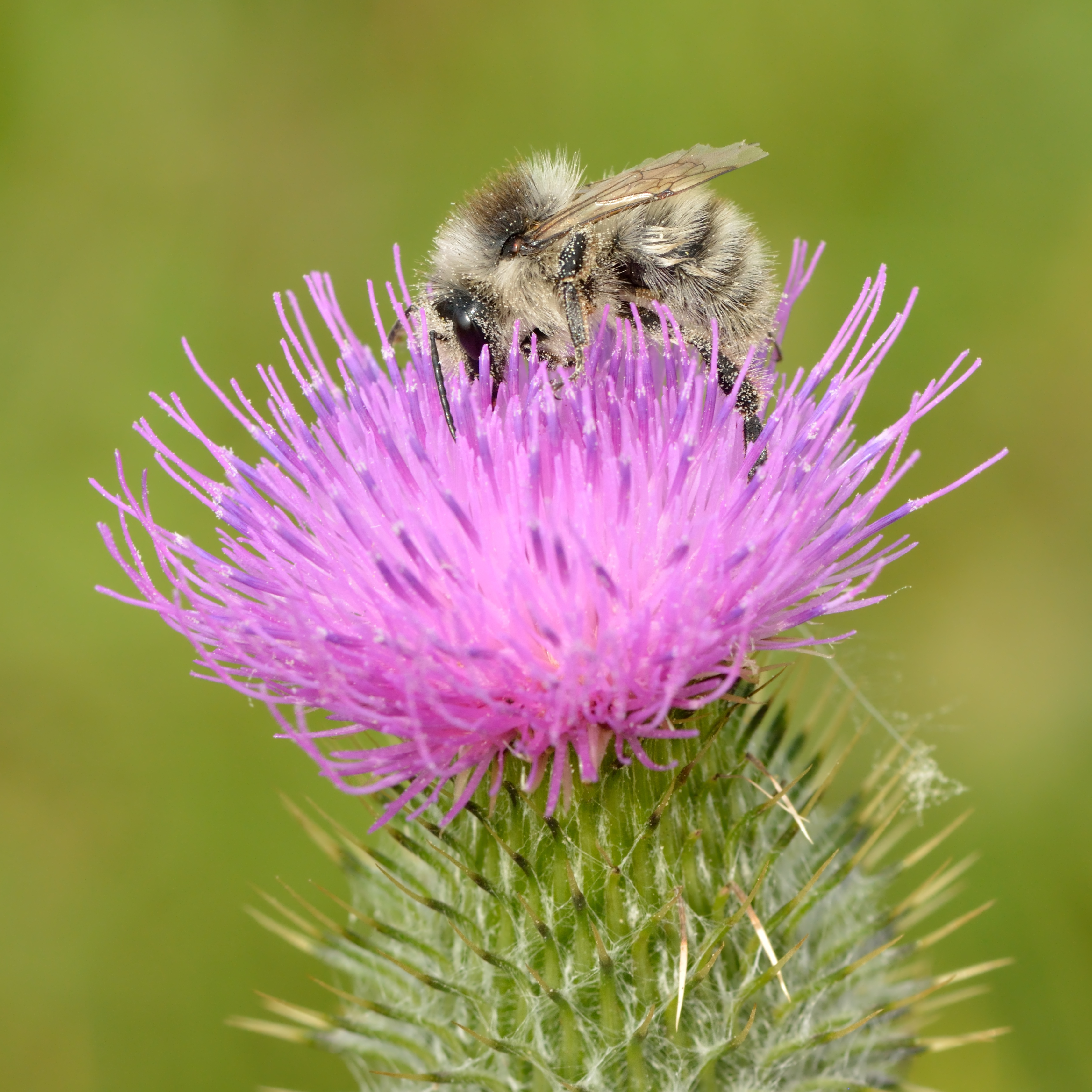
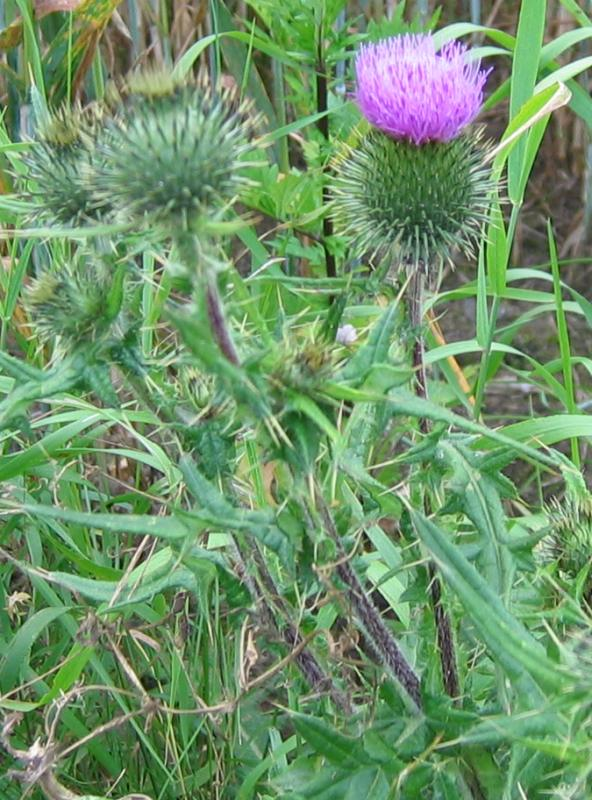
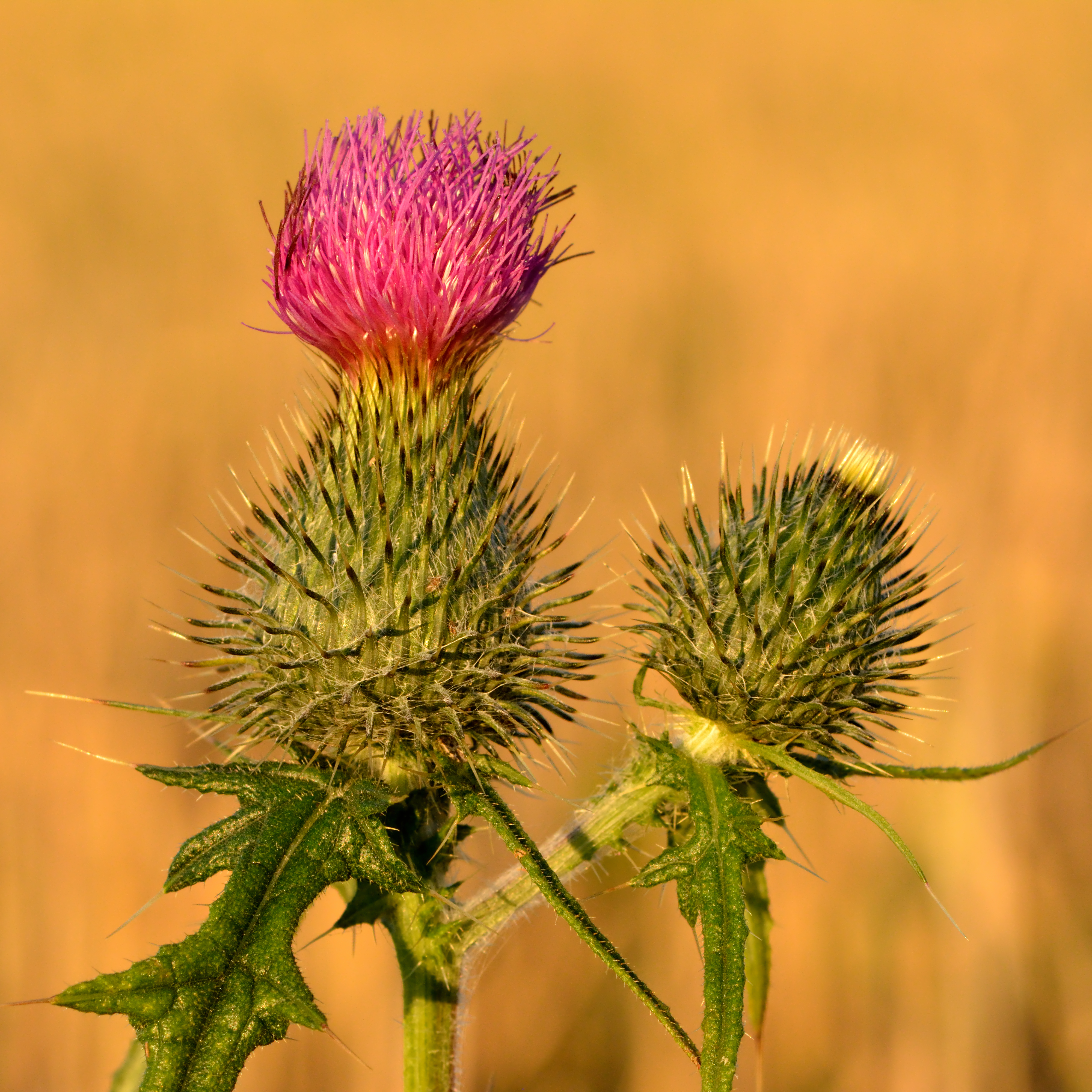